# パークセー郡
座標: 北緯15度07分 東経105度47分 / 北緯15.117度 東経105.783度
パークセー郡 (パークセーぐん、ປາກເຊ) は、ラオス南部の都市である。人口およそ100,000人、サワンナケートと並んでラオス第2の都市とされる。パークセー郡はカイソーン・ポムウィハーン郡に比べ面積が狭く、同等かそれ以上の都市規模に感じられる。「パクセー郡」とも表記する。

## 地形
セダン川とメコン川の合流地点に位置している。パークセーはチャンパーサック県の県都で、南部の交通の要衝でもあり、ボロヴェン高原やシーパンドンなど観光地への玄関口でもある。

## 歴史
フランス領インドシナの一部だった1905年、フランスが行政上の出先機関を置いたことで街は設立した。チャンパーサック王国の王は、この地のチャンパーサック宮殿に住居を構え、街は王都となった。しかし1946年にラオス王国が誕生し、王室や宮殿は廃止された。

## 経済
日本の中小企業向け工業団地「パクセー・ジャパン日系中小企業専用経済特区」が開発中で、運営母体には日本の西松建設が参画している。

## 交通
空路
- パークセー国際空港：ラオス国内各地ヘのフライトが就航している。2008年10月より、バンコク・エアウェイズがタイ王国の首都バンコクとの間に、週に2便国際線を就航させた（現在はラオス国営航空、ラオ・スカイウェイのみ国際線定期便を運行している）。

陸路
- タイのウボンラーチャターニーと早くから国境が開かれており（この付近はメコンの両岸がラオス領であるため正確にはラオスのワンタオとタイのチョンメックの陸路国境である）、パークセーはラオス南部の商業的な中心になった。
- 国道13号線（英語版）が中国との国境の町・ボーテンからメコン川沿いに伸びており、南はカンボジアの高速7号線（英語版）に接続している。